# La Desviación
La Desviación är en ort i Mexiko.   Den ligger i kommunen Ursulo Galván och delstaten Veracruz, i den sydöstra delen av landet, 290 km öster om huvudstaden Mexico City. La Desviación ligger 19 meter över havet och antalet invånare är 236.
Terrängen runt La Desviación är platt. Runt La Desviación är det ganska tätbefolkat, med 172 invånare per kvadratkilometer. Närmaste större samhälle är Zempoala, 2,9 km väster om La Desviación. Trakten runt La Desviación består till största delen av jordbruksmark.